# Zībā Jūb
Zībā Jūb (persiska: زیبا جوب) är en ort i Iran.   Den ligger i provinsen Kermanshah, i den nordvästra delen av landet, 400 km väster om huvudstaden Teheran. Zībā Jūb ligger 1 373 meter över havet och antalet invånare är 318.
Terrängen runt Zībā Jūb är varierad. Runt Zībā Jūb är det ganska tätbefolkat, med 60 invånare per kvadratkilometer. Närmaste större samhälle är Barnāj, 15,6 km söder om Zībā Jūb. Trakten runt Zībā Jūb består till största delen av jordbruksmark.